# Henri Matthieu

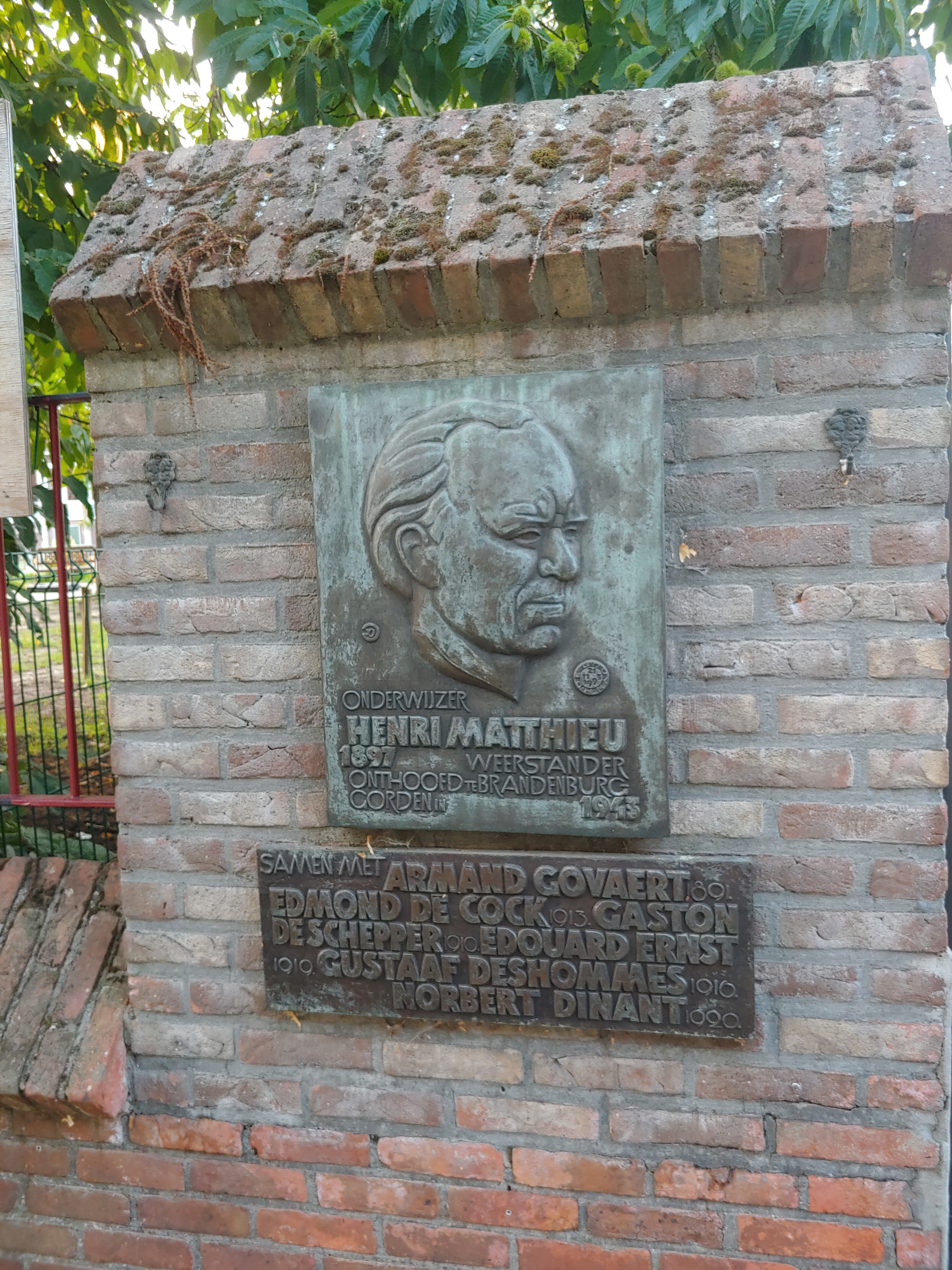
Zijn gedenkplaat aan het Sint-Maartensinstituut op de Moorselbaan in 2023.

Henri Benedict Matthieu (Aalst, 11 februari 1897 - Brandenburg, 22 november 1943) was een Belgisch verzetsstrijder van het bevrijdingsleger en onderwijzer.

## Levensloop
Henri Benedict Matthieu was een zoon van schoenmaker Frans en herbergierster Melanie Van De Velde te Aalst. Hij werd leraar aan het Sint-Maarteninstituut nadat hij afstudeerde op 19-jarige leeftijd. Hij was lid van het bevrijdingsleger sectie Aalst waar hij commandant was. Op 22 november 1943 werd hij onthoofd in Brandenburg (Brandenburg-Görden).

## Eerbetoon
- Naar Henri Matthieu is de Henri Matthieustraat genoemd in Aalst.
- Er is een gedenkplaat in Aalst ter herdenking van Henri Matthieu in de Moorselbaan.